# فيفيلد (باركشير)
فيفيلد (بالإنجليزية: Fifield, Berkshire)‏ هي قرية تقع في المملكة المتحدة في جنوب شرق إنجلترا. يقدر عدد سكانها بـ 1,000 نسمة .